# 소코케
소코케(Sokoke)는 케냐 동부 해안 지역에서 1970년대 후반부터 개발, 표준화된 자연 고양이 품종이다. 소코케는 4개의 주요 고양이 혈통 등록 기관으로부터 표준화된 고양이 품종으로 인정받고 있다. 주로 덴마크와 미국에서 품종 개발을 위해 토대를 얻은 환경인 아라부코 소코케 숲에서 이름을 따왔다. 긴 다리와 짧고 거친 털을 갖고 있으며, 일반적으로 털이 덥수룩하지만, 특정한 계통에서 다른 모습을 보인다. 한때 집고양이와 야생 고양이 잡종으로 추측되었지만, 유전자 연구는 이러한 믿음을 입증하지 못했다. 이 품종이 유난히 오래되었다는 또 다른 생각은 어느 쪽이든 증명되지 않은 채로 남아 있다.